# Коломійцев Олексій Володимирович
Олексі́й Володи́мирович Коломі́йцев (нар. 16 квітня 1972, Нікополь, Дніпропетровська область) — український композитор, театральний режисер, лібретист і співак, видатний діяч сучасного українського театру.  Його режисерські постановки принесли йому неофіційні титули "Театральний бунтар" та "Найепатажніший режисер України".  У 2015 році зі своїми однодумцями заснував в Одесі авторський театр "Театр Олексія Коломійцева" (ТеаtrOK). Друга назва - "Театр на Пересепу".

## Кар'єра
- 1989 р., після закінчення загальноосвітньої та музичної школи, вступив до Дніпропетровського музичного училища ім. Глінки на відділ народних інструментів за спеціальністю " гітара ".
- 1990 р. Призваний до лав Радянської Армії. Дворічну службу проходив у Берліні, в оркестрі 6-ї гвардійської мотострілецької бригади ЗГВ. Повернувшись із армії, продовжив навчання у музичному училищі й у 1995 р. закінчив його за спеціальностями гітара та вокал . Паралельно з навчанням став солістом дніпропетровського театралізованого ансамблю «Козаки-запорожці».
- 1994 р. Як соліст у складі вокального ансамблю «Гамма» (художник М. М. Цигуткін) став лауреатом міжнародного джазового фестивалю «Горизонти джазу», р. Кривий Ріг .
- 1995 р. Вступив до Харківського державного університету мистецтв імені І. І. П. Котляревського (ХДІІ) де вчився у Н. Н. Ф. Манойло та В. І. Підсадного.

У 1997 році зарахований на режисерський факультет ХДІІ. Обидва факультети закінчив у 2000 р. та у 2001 р. відповідно.
- 1996–2002 рр. Під час навчання в інституті мистецтв та після його закінчення працював режисером та солістом у Харківському державному академічному театрі опери та балету імені М. Н. Ст. Лисенка (ХАТОБ), режисером та солістом у Харківському театрі музичної комедії, викладачем оперної студії харківської консерваторії .
- 2002 р. Головний режисер Харківського театру музичної комедії (ХТМК).
- 2003 р. Вийшов у фінал міжнародного конкурсу оперних режисерів та сценографів RING AWARD[de] (Вагнер Форум Грац, Австрія) за розробку концепції постановки опери Ж. Оффенбаха «Казки Гоффмана» . У грудні став переможцем національного конкурсу молодих майстрів мистецтв «СтАрт», Міжнародний фонд «Відродження» у номінації «Театр» за постановку одноактних оперет Ж. Оффенбаха .
- 2003–2006 рр. Учасник більш ніж 20 європейських театральних фестивалів у складі трупи Харківського Українського Академічного Драматичного Театру ім. Т. Шевченка .
- 2005 р. робота над музичним сайд-проектом . Проект поєднує у собі обрані музичні композиції з його ж мюзиклів та рок-опер, таких як, «Леон Асторга, на прізвисько Керубіно», «Фемінізм по-українськи», «Вівісекція» та ін. За стилем, Esthetic Empire близький до Неокласичного кросоверу та артроку.
- 2006 р. Створив «Театр Знедолених» — музично-театральний проект, у якому, поряд із професійними музикантами та співаками, беруть участь актори з обмеженими можливостями.
- З 2006 р. Композитор, аранжувальник компанії «Graviteam» (розробка комп'ютерних ігор).
- З 2007 р. режисер «Steinway Junior Дебют»
- У 2008–2009 рр. викладач кафедри режисури та майстерності актора театру анімації Харківського національного університету мистецтв ім. І. Котляревського
- Здійснив понад двадцять постановок, (опер, мюзиклів, музичних спектаклів) у тому числі у Харківському, Дніпропетровському оперних театрах, Донецькому, Дніпродзержинському та Одеському музично-драматичних театрах, московському театрі «Школа сучасної п'єси»
- З 2012 р. Художній керівник Полтавського академічного українського музично-драматичного театру ім. н. Ст. Гоголя.
- З березня 2014 до серпня 2015 р. керівник Львівського драматичного театру ім. Л. Українки/
- У серпні 2015 року спільно з Дарією Мелькіною створив театр «Театр Олексія Коломійцева» (ТеатРоК)/

## Творчість

### Режисерські роботи
- 2000 — Д. Чимароза «Таємний шлюб», комічна опера, Харківський академічний театр опери та балету, мала сцена 1999 — Гі де Мопассан «Порт», музична мононовела, ХДІІ
- 2001 — А. Дружинін, В. Коломійцев, А. Коломійцев «Таємниця чарівного ключика», музична казка, Харківський театр музичної комедії
- 2001 — Д. Д. Шостакович «Антиформалістичний райок», трагіфарс, Харківський академічний театр опери та балету, основна сцена
- 2002 — Г. Перселл «Дідона і Еней», опера-легенда, Харківський академічний театр опери та балету, мала сцена
- 2002 — Ф. Легар «Граф Люксембург», оперета, Харківський театр музичної комедії
- 2003 — Ж. Оффенбах «Маленькі шедеври Великого Майстра», оперні комікси, Харківський театр музичної комедії
- 2003 — О. Коломійцев «Таракан», музична мононовела, Харківський державний академічний український драматичний театр імені Т. Г. Шевченка
- 2005 — Д. Чимароза «Таємний шлюб», opera-buff, Дніпропетровський академічний театр опери та балету
- 2006 — А. Коломійцев «Esthetic Empire», естрадно-театралізоване дійство в жанрі неокласичний кросовер
- 2006 — А. Коломійцев «Таракан, (Вівісекція)», музичний трагіфарс, Театр Знедолених
- 2007 — А. Коломійцев «Вівісекція», рок-новели під місяцем, Донецький Академічний Український Музично-драматичний Театр*
- 2009 — А. Коломійцев «Фемінізм по-українськи» — мюзикл, автор музики та лібрето, режисура, сценографія, Дніпродзержинський академічний музично-драматичний театр ім. Лесі Українки. Театральний конкурс-Фестиваль «Січеславна
- 2009 — А. Коломійцев „Нічний обшук“ — футуристична опера, автор музики та лібрето, режисура, сценографія. Театр Знедолених
- 2009» — найкраща вистава, найкраща музика, найкраща режисура, найкраща сценографія, найкраща жіноча роль, найкраща чоловіча роль, найкраща пластика
- 2010 — А. Коломійцев «Пригоди Мюнхгаузена в Україні», мюзикл; режисура, сценографія, Одеський Академічний музично-драматичний театр ім. Василько
- 2012 — А. Коломійцев «Легенда про Тараса», лайт-опера; режисура, сценографія, Полтавський академічний український музично-драматичний театр ім. Н. В. Гоголя. Премії ім. І. П. Котляревсокого та ім. Леся Курбаса
- 2012 — А. Коломійцев «Пригоди пана Мюнхгаузена» (Пригоди Мюнхгаузена в Україні), мюзикл; режисура, сценографія, Полтавський академічний український музично-драматичний театр ім. Н. В. Гоголя
- 2012 — А. Мардань «Аншлаг», сумна комедія; режисура, сценографія, Московський театр «Школа сучасної п'єси»
- 2013 — Д. Шостакович «Антиформалістичний райок», сатирична опера, Полтавський академічний український музично-драматичний театр ім. М. В. Гоголя, заборонена управлінням культури полтавської держадміністрації
- 2014 — Д. Шостакович «Антиформалістичний райок чи Сталін був, Сталін є, Сталін буде?», Львівський драматичний театр ім. Лесі Українки
- 2014 — Олексій Коломійцев (автор лібрето, музики, режисура, сценографія), «Divka» (автор лібрето, музики, режисура, сценографія), український мюзикл, Львівський драматичний театр ім. Лесі Українки
- 2014 — Олексій Коломійцев (автор лібретто, музики, режисура, сценографія), живе кіно «Вівісекція» (автор лібретто, музики, режисура, сценографія), Львівський драматичний театр ім. Лесі Українки
- 2015 — І. Поклад, О. Вратарьов, О. Коломійцев — «Ірод чи історія однієї пристрасті», рок-опера, Львівський драматичний театр ім. Лесі Українки
- 2016 — «2014» — футуристична опера за мотивами п'єси В. Хлєбнікова, ТеатРоК
- 2016 — А. Коломійцев «Divka» — мюзикл (друга редакція), ТеатРоК
- 2016 — Л. Пантелєєв — «Хвенька», музична казка, ТеатРоК
- 2016 — О. Коломійцев, «Вівісекція — живе кіно», (друга редакція), ТеатРоК
- 2017 — «Нічний обшук» — футуристична опера, ТеатРок
- 2017 — «Рок-маніяки», музично-театралізоване дійство, ТеатРоК
- 2017 — «Самовівісекція» — моновистава, ТеатРоК
- 2018 — «Квіточки», живе кіно (за мотивами п'єси Д. Корчинського «Віденська кава»), ТеатРоК
- 2019 «Bloom» (автор сюжету та інсценування, режисер-постановник, художник-постановник, аранжувальник, автор відеомапінгу)

### Музичні твори
- 1987 — «Афганістан країною смертей залишився в пам'яті моєї …», рок-баладу на вірші Володимира Коломійцева
- 1996 — «Bambluki», збірка пісень
- 1997 — «Нічний обшук» (Футуристична опера «2014») - камерна опера за мотивами однойменної поеми Велимира Хлєбнікова
- 2003 — «Вівісекція», рок-новели на вірші Миколи Олійникова 2001 — «Назустріч сонцю» — цикл пісень до музичної казки «Таємниця чарівного ключика»
- 2004 — «Сон Кароліни», музичні номери до оперного спектаклю «Таємний шлюб»
- 2005 — Le nozze di Figaro. Postscriptum", музичний цикл. Музичне дослідження опери В.-А. Моцарта «Весілля Фігаро».
- 2006 — «Слов'янські забави», шоу-балет
- 2007 — «Не заради пафосу», саундтрек до комп'ютерної гри «Сталева лють»
- 2007 — «Леон Асторга на прізвисько Керубіно» — рок-опера, незавершена
- 2008 — «Трубадур і його друзі», кавер-версія однойменного мюзиклу Геннадія Гладкова
- 2008 — «Фемінізм по-українськи», мюзикл за п'єсою Григорія Квітки-Основ'яненка «Бой-жінка» друга редакція
- 2008 — «Опалена сталь», саундтрек до комп'ютерної гри «Харків-1943»
- 2010 — «Пригоди Мюнхгаузена на Україні», мюзикл, автор музики та лібрето
- 2011 — «Синя Борода», мюзикл, автор музики та лібретто
- 2012 — «Ірод чи історія однієї пристрасті», кавер рок-опери Ігоря Поклада та Олександра Вратарьова
- 2012 — «Дівка», фольк-мюзикл за мотивами п'єси І. Котляревського «Наталка-Полтавка», автор музики (лібретто І. Озаркевича)
- 2012 — «Легенда про Тараса», лайт-опера за мотивами повісті М. В. Гоголя «Тарас Бульба», автор музики та лібрето
- 2012 — «Марія Стюарт», лайт-опера, автор музики та лібрето

### Оперні партії та ролі
- Мішель Ракітін у спектаклі А. Жолдака «Місяць кохання»
- Фігаро, (В. А. Моцарт «Весілля Фігаро»)
- доктор Бартоло (Дж. Россіні «Севільський цирульник»)
- Граф Робінзон (Д. Чимароза «Таємний шлюб»)
- Вільям Гаррісон (Ю. Рибчиський «Моя дружина — брехня»)
- Граф Альмавіва, (В. А. Моцарт " Весілля Фігаро ")
- Доктор Малатеста, (Г. Доніцеті «Дон Паскуалі»)
- Філіп ла Турет (І. Кальман «Баядера»)
- Граф Люксембург (Ф. Легар «Граф Люксембург»)
- Султан, Імам (С. Гулак-Артемовський " Запорожець за Дунаєм ")
- Цар Ірод, (Ігор Поклад, рок-опера «Ірод»)
- Двойкін, (Дмитро Шостакович, опера «Антиформалістичний райок»)

### Фільмографія
- 2008 — Кошка под дождем. Архів оригіналу за 27 січня 2022. Процитовано 27 січня 2022.
- 2011 — Фемінізм по-українськи — телеверсія вистави
- 2013 — Легенда про Тараса — телеверсія вистави
- 2018 — Солнечный танк.

### Esthetic Empire
Esthetic Empire — музичний сайд-проект Олексія Коломійцева, створений ним у 2006 році . Проект поєднує музичні композиції з його ж мюзиклів та рок-опер, таких як, «Леон Асторга, на прізвисько Керубіно», " Фемінізм по-українськи ", «Вівісекція» та ін. За стилем, Esthetic Empire близький до Неокласичного кросоверу та артроку .